# Henryk Kukier
Henryk Kukier (* 1. Januar 1930 in Lublin; † 5. Dezember 2020) war ein polnischer Boxer. Er war Europameister der Amateure 1953 im Fliegengewicht.

## Werdegang
Henryk Kukier begann 1948 in Lublin mit dem Boxen. Klein und leicht boxte er während seiner ganzen Laufbahn im Fliegengewicht, damals bis 51 kg Körpergewicht. Er kämpfte dabei für die Vereine WKS Lublin, Gwardia Warschau, CWKS Warschau und zum Schluss seiner Laufbahn für Avii Świdnik.
1951 hatte er bereits eine solche Leistungsstärke erreicht, dass er in zwei Länderkämpfen in der polnischen Nationalstaffel eingesetzt wurde. Er verlor zwar beide Kämpfe gegen den Tschechen Zdenek Petrina und den Finnen Risto Luukkonen nach Punkten, ließ aber schon erkennen, dass er sehr viel Talent zum Boxen hat. Im Jahre 1952 wurde er polnischer Vizemeister im Fliegengewicht. Er wurde aber trotzdem schon bei den Olympischen Spielen 1952 in Helsinki eingesetzt. Hier traf er gleich in seinem ersten Kampf auf Edgar Basel aus der Bundesrepublik Deutschland und unterlag diesem klar mit 3:0 Punktrichterstimmen.
1953 wurde Henryk Kukier erstmals polnischer Meister. Bei der sich anschließenden Europameisterschaft der Amateure in Warschau zeigte sich Henryk Kukier von Trainer Feliks Stamm vorbereitet. Er gewann gegen den Silbermedaillengewinner bei den Olympischen Spielen 1952 Edgar Basel nach Punkten, siegte dann über den sowjetischen Meister Anatoli Nikolajewitsch Bulakow und fertigte im Endkampf den Tschechen František Majdloch klar nach Punkten ab und war damit Europameister.
Zwei Jahre später, bei der Europameisterschaft 1955 in Berlin (West), siegte Henryk Kukier über Paul Schnugg aus Österreich und Derek Lloyd aus England. Im Halbfinale unterlag er aber gegen Edgar Basel mit 3:0 Richterstimmen und belegte damit den 3. Platz.
Henryk Kukier startete dann auch noch bei den Olympischen Spielen 1956 in Melbourne, schied hier aber schon in der Vorrunde nach einer Punktniederlage gegen den Australien Warner Batchelor aus. Ähnlich erging es ihm bei der Europameisterschaft 1957 in Prag. Auch hier verlor er gleich seinen ersten Kampf gegen Peter Davies aus Wales und schied damit aus. Bei der Europameisterschaft 1959 in Luzern gewann Henryk Kukier seinen ersten Kampf gegen Mike Cushow aus England, schied aber dann durch eine Punktniederlage gegen Mircea Dubrescu aus Rumänien aus und blieb wieder ohne Medaille.
Zum Abschluss seiner Laufbahn startete er auch noch bei den Olympischen Spielen 1960 in Rom. Hier verlor er aber ebenfalls schon seinen ersten Kampf gegen den deutschen Europameister von 1957 und 1959 Manfred Homberg und schied aus.
Während seiner Karriere bestritt Henryk Kukier insgesamt 35 Länderkämpfe. Dabei siegte er in 25 Kämpfen. Insgesamt bestritt er in seiner Laufbahn 256 Kämpfe, siegte dabei in 234 Kämpfen, boxte einmal unentschieden und verlor nur 21 Kämpfe. Nach Beendigung seiner Laufbahn war er viele Jahre lang Trainer bei seinem letzten Boxclub Avii Swidnik.

## Internationale Erfolge
- 1953, 1. Platz, Europameisterschaft in Warschau, Fliegengewicht, vor František Majdloch, Tschechoslowakei, Anatoli Nikolajewitsch Bulakow, UdSSR u. Giacomo Spano, Italien;
- 1953, 3. Platz, Europameisterschaft in Berlin (West), Fliegengewicht, hinter Edgar Basel, BRD und Mircea Dubrescu, Rumänien (gemeinsam mit Wolfgang Behrendt, DDR)

## Polnische Meisterschaften
Henryk Kukier wurde 1952 polnischer Vizemeister und 1953, 1954, 1955, 1956, 1957 und 1960 polnischer Meister im Fliegengewicht.

## Länderkämpfe
- 1951 in Svit/ČSR, ČSR gegen Polen, Punktniederlage gegen Zdenek Petrina,
- 1951 in Helsinki, Finnland gegen Polen, Punktniederlage gegen Risto Luukkonen,
- 1952 in Poznań, Polen gegen Ungarn, Punktsieger über Jozsef Karpati,
- 1952 in Moskau, UdSSR gegen Polen, Punktniederlage gegen Anatoli Nikolajewitsch Bulakow,
- 1952 in Moskau, Polen gegen Rumänien, Punktsieger über Ilie Toma,
- 1952 in Moskau, Polen gegen Ungarn, Punktsieger über Jozsef Karpati,
- 1952 in Moskau, Polen gegen Bulgarien, Punktsieger über Wasil Borisow,
- 1953 in Helsinki, Finnland gegen Polen, Punktniederlage gegen Risto Luukkonen,
- 1954 in Budapest, Ungarn gegen Polen, Punktniederlage gegen Jozsef Karpati,
- 1954 in Warschau, Polen gegen Belgien, Punktsieger über R. Deckers,
- 1954 in Wrocław, Polen gegen DDR, Punktsieger über Herbert Brien,
- 1954 in Sofia, Bulgarien gegen Polen, Punktsieger über Mehmet Jascharow,
- 1954 in Sofia, Polen gegen UdSSR, kampflos Sieger über Wladimir Stolnikow,
- 1954 in Sofia, Polen gegen DDR, Punktsieger über Kurt Milleck,
- 1954 in Sofia, Polen gegen Bulgarien, Punktsieger über Domonkos Szabo,
- 1954 in Paris, Frankreich gegen Polen, Punktniederlage gegen Rene Libeer,
- 1954 in Antwerpen, Belgien gegen Polen, Punktsieger über R. Deckers,
- 1954 in Kattowitz, Polen gegen Finnland, Punktsieger über Jorma Limmonen,
- 1955 in Helsinki, Finnland gegen Polen, Punktniederlage gegen Risto Luukkonen,
- 1956 in Nowa Huta, Polen gegen Ungarn, Punktsieger über József Nagy,
- 1956 in Warschau, Polen gegen BRD, Punktsieger über Edgar Basel,
- 1956 in Warschau, Polen gegen England, Punktsieger über Terry Spinks (Olympiasieger von 1956 in Melbourne),
- 1957 in Dortmund, BRD gegen Polen, Punktniederlage gegen Manfred Homberg,
- 1957 in Warschau, Polen gegen Finnland, Punktsieger über Risto Luukkonen,
- 1957 in London, England gegen Polen, Punktsieger über Eugene O’Callaghan,
- 1957 in Manchester, England gegen Polen, Punktsieger über Eugene O’Callaghan,
- 1958 in Warschau, Polen gegen Frankreich, Punktsieger über Albert Younsi,
- 1958 in Rostock, DDR gegen Polen, Punktsieger über Otto Babiasch,
- 1958 in Wrocław, Polen gegen Ungarn, Punktsieger über Gyula Török (Olympiasieger von 1960 in Rom),
- 1959 in Essen, BRD gegen Polen, Punktniederlage gegen Manfred Homberg,
- 1959 in Ljubljana, Jugoslawien gegen Polen, Punktsieger über Stevan Ljubomirovicz,
- 1959 in Ljubljana, Jugoslawien gegen Polen, Punktsieger über Stevan Ljubomirovicz,
- 1959 in Glasgow, Schottland gegen Polen, Punktniederlage gegen Danny Lee,
- 1960 in Lodz, Polen gegen BRD, Punktsieger über Waldemar Stephani